# Charles Madic
 (mars 2024).
Si vous disposez d'ouvrages ou d'articles de référence ou si vous connaissez des sites web de qualité traitant du thème abordé ici, merci de compléter l'article en donnant les références utiles à sa vérifiabilité et en les liant à la section « Notes et références ».
Charles Madic, né le 8 août 1942 à Coray et mort le 1er mars 2008 à Paris, est un scientifique français spécialiste du retraitement des matières radioactives. Directeur de recherche au CEA, il reçoit le Grand prix de l’Académie des sciences Ivan Peychès en 2005 pour ses travaux sur les actinides.

## Biographie
Né le 8 août 1942 à Coray, dans le Finistère, de Henri Madic, douanier et Isabelle Madic née le Clech, mère au foyer. Troisième enfant d’une fratrie de quatre enfants vivants.
Sa famille s’installe à Vitry-sur-Seine, en région parisienne, en 1951. Il entre au cours complémentaire puis poursuit ses études secondaires en préparant un brevet de technicien chimiste au Lycée d'Arsonval de Saint-Maur-des-Fossés. Il entre ensuite à l’université en 1959 pour y préparer une licence de chimie. Sursitaire, il ne rejoindra pas le contingent en Algérie. Il voyage dès la fin des années 1950 notamment dans tout le bassin méditerranéen qu’il affectionne particulièrement.
Il accomplit son service militaire dans le cadre de la coopération, en Tunisie, de 1966 à 1968 après avoir obtenu son DEA. Il y enseigne la physique-chimie à l’École normale d’instituteurs de Tunis. À son retour, il achève à l’université Pierre-et-Marie-Curie un doctorat de troisième cycle sous la direction du Pr Bernard Trémillon, puis un doctorat d’état en partenariat avec le CEA. Il y devient ensuite directeur de recherche.
Il séjournera deux années aux États-Unis au centre de recherche nucléaire d’Oak Ridge dans les années 1980 avec son épouse et ses deux petites filles.

## Apport scientifique et pédagogique
Charles Madic est reconnu pour avoir sur trente années fait avancer par bonds qualitatifs les méthodes chimiques de traitement de la matière hautement radioactive au service du nucléaire civil français. Il est consulté au niveau international sur les problèmes qui se posent dans ce domaine.
Il pilote des projets européens d’envergure sur la toxicologie nucléaire et conduit un partenariat scientifique important avec la Russie.
Ses conférences le conduisent dans de nombreux pays. Il nouera des liens privilégiés et d’amitié avec de nombreux scientifiques russes et japonais.
Il partage son temps entre le site de Saclay/Gif-sur-Yvette et celui de Marcoule, ses travaux propres, ses activités comme professeur à l'Institut national des sciences et techniques nucléaires, à l’école centrale, le suivi de nombreux thésards et les conférences qu’il donne dans le monde entier. Il saisit toutes les occasions de partager son savoir et sa passion pour la science avec les jeunes générations, intervenant dans des « cafés sciences », dans des maisons de jeunes et chaque fois qu’on le sollicite, afin de rendre accessibles au plus grand nombre les concepts scientifiques qu’il développe.
En 2005, il reçoit le Grand prix de l’Académie des sciences Ivan Peychès pour ses travaux sur la physique–chimie des actinides qui ont conduit à des applications majeures notamment dans le retraitement du combustible nucléaire et la gestion des déchets radioactifs à vie longue.

## Décès
Il décède le 1er mars 2008 dans sa soixante sixième année de la maladie de Charcot. Quelques mois encore auparavant, malgré les difficultés d’élocution dues à sa maladie, il présentait une conférence importante devant la communauté scientifique.
L’épitaphe que fait paraître le CEA dans le journal Le Monde souligne que « Charles Madic était un grand scientifique qui a marqué toute une génération de chercheurs en leur transmettant sa passion pour la science ».